# Cephalotes placidus
Cephalotes placidus é uma espécie de inseto do gênero Cephalotes, pertencente à família Formicidae.